# Isla Stewart
La isla Stewart (Rakiura en maorí) es una isla de  Nueva Zelanda,  la tercera por tamaño del país. Se encuentra ubicada 30 km al sur de la isla Sur, separada de esta por el estrecho de Foveaux. Tiene 400 habitantes aproximadamente, la mayoría establecidos en la ciudad de Oban. Posee un área de 1746 km².

## Geografía
La zona norte de esta isla está dominada por el valle del río Freshwater. Este río nace cerca de la costa noroeste de la isla con dirección sudeste en la gran depresión de la ensenada de Paterson. El mayor pico es el monte Anglem, cerca de la costa norte, con 979 metros.

## Historia
El capitán James Cook, durante su primer viaje de exploración, fue el primer europeo en divisar esta isla, aunque él pensó que se encontraba pegada a la isla Sur y la nombró como «cabo Sur», en marzo de 1770. Recién al inicio del siglo XIX, los europeos se dieron cuenta de que era una isla. Se la llamó Stewart en honor al capitán William Stewart, que en 1809 fue el primero en hacer una carta de navegación de la isla. En 1841 el territorio de la isla pasó a ser de la provincia de Nuevo Leinster y en 1846 se fundió con la isla Sur en la provincia de Nuevo Munster, división que subsistió hasta 1876.

## Población
El único asentamiento permanente en la isla es la villa de Oban, la cual se encuentra situada en la bahía de la Media Luna (Half Moon Bay). Un asentamiento anterior era Point Pegasus, que contaba con correo, varias negocios y estaba situada en la costa sur de la isla. Actualmente se encuentra deshabitado y sólo es accesible por mar o luego de una difícil excursión atravesando la isla.

## Gobierno

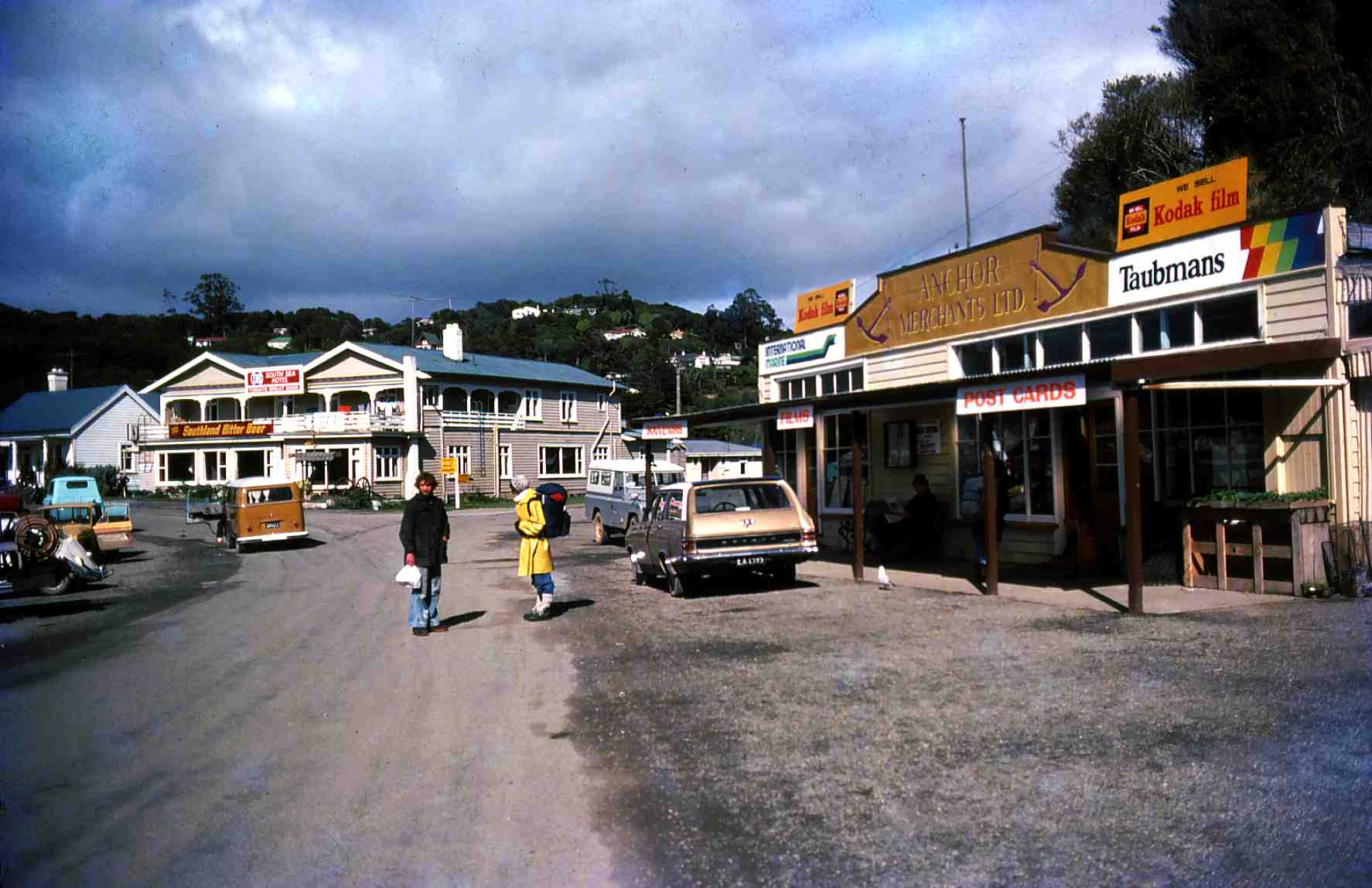
Oban, Halfmoon Bay, N.Z. 1977.

En lo relativo al gobierno local, la isla Stewart/Rakiura forma parte de la región de Southland. Sin embargo, comparte con otras islas un cierto relajo en las normas que rigen las actividades comerciales.  Por ejemplo, todos los medios de transporte que operan desde la isla de la Gran Barrera, las islas Chatham, o isla Stewart/Rakiura están exentos de la Ley de Transportes local de 1962.